# Chantier naval de Kherson
Le chantier naval de Kherson (russe : Херсонский судостроительный завод, ukrainien : Херсонський суднобудівний) est un important chantier naval de la ville éponyme en Ukraine situé sur l'Île Quarantaine.

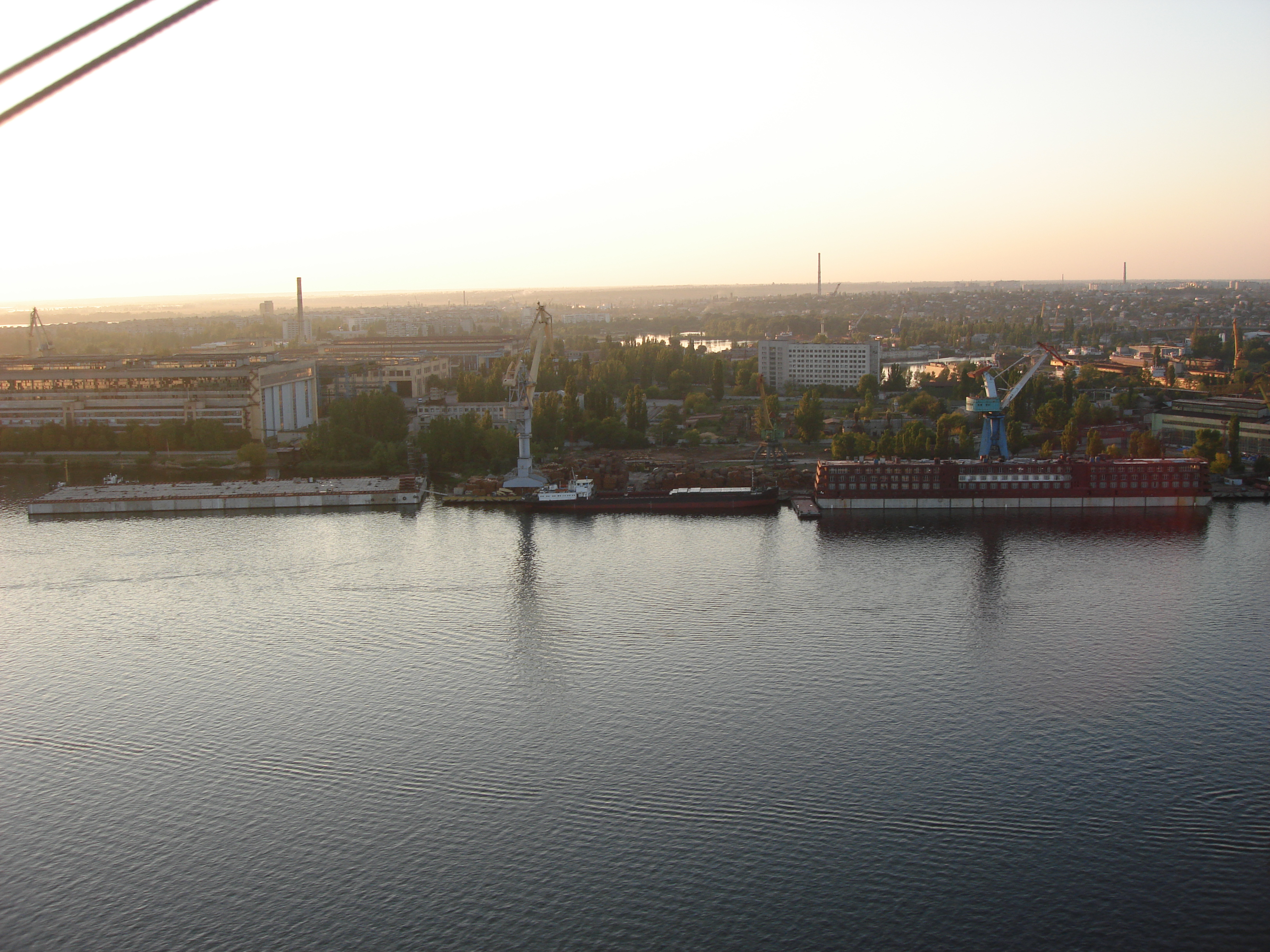
Vue du chantier.

Il a servi, tant à la construction de navires de guerre que de quais flottants, que de pétroliers.

## Navires notables
Liste non exhaustive de constructions du chantier.
| Name                                     | Lancement         | mise à l'eau                     | Classe (Code OTAN)     | Type                         |
| Херсон Kherson                           |                   | 1953                             |                        | Premier pétrolier soviétique |
| Грозный Grozny                           |                   | 1953                             |                        | pétrolier soviétique         |
| Ленинский Комсомол SS Komsomol Lénine    | 1957              | 1959                             | classe Komsomol Lénine | cargo généraliste            |
| Металлург Байков Métallurgiste Baïkov    | 1958              | 1960                             | classe Komsomol Lénine | cargo généraliste            |
| Металлург Курако Métallurgiste Kourako   | 1959              | 1961                             | classe Komsomol Lénine | cargo généraliste            |
| Юрий Гагарин Youriy Gagarine             | 1959              | 1961                             | classe Komsomol Lénine | cargo généraliste            |
| Металлург Бардин Metallurgie Bardin      |                   | 1961                             | classe Komsomol Lénine | cargo généraliste            |
| Хирург Вишневский Chirurgien Vichnevsky  | 1961              | 1962                             | classe Komsomol Lénine | cargo généraliste            |
| Химик Зелинский Chimiste Zelinsky        | 20 mars 1961      | juin 1962                        | classe Komsomol Lénine | cargo généraliste            |
| Физик Курчатов Physicien Kourtchatov     | 1961              | 1962                             | classe Komsomol Lénine | cargo généraliste            |
| Металлург Аносов Métallurgie Anosov      |                   | 29 septembre 1962                | classe Komsomol Lénine | cargo généraliste            |
| Красная Пресня Krasnïa Presnïa           |                   | 16 décembre 1962                 | classe Komsomol Lénine | cargo généraliste            |
| Трансбалт Transbalte                     |                   | 29 décembre 1962                 | classe Komsomol Lénine | cargo généraliste            |
| Красный Октябрь Octobre rouge            |                   | 23 mai 1963                      | classe Komsomol Lénine | cargo généraliste            |
| Валентина Терешкова Valentina Terechkova |                   | 30 juin 1963                     | classe Komsomol Lénine | cargo généraliste            |
| Равенство Égalité                        |                   | 30 septembre 1963                | classe Komsomol Lénine | cargo généraliste            |
| Братство Fraternité                      | 20 septembre 1962 | 29 décembre 1963                 | classe Komsomol Lenine | cargo généraliste            |
| Свобода Liberté                          |                   | 12 mars 1964                     | classe Komsomol Lénine | cargo généraliste            |
| Академик Шиманский Académicien Chimansky |                   | 27 juin 1964                     | classe Komsomol Lénine | cargo généraliste            |
| Кремль Kremlin                           |                   | 28 septembre 1964                | classe Komsomol Lénine | cargo généraliste            |
| Парижская Коммуна Commune de Paris       | 25 июня 1964      | décembre 1965 / 17 décembre 1968 | classe Komsomol Lénine | cargo généraliste            |
| Юный Ленинец Lénine jeune                |                   | 30 décembre 1964                 | classe Komsomol Lénine | cargo généraliste            |